# Olof Billvall
Olof Einar Billvall, född 8 mars 1883 i Lerdala församling, Skaraborgs län, död 1960, var en svensk väg- och vattenbyggnadsingenjör.
Billvall, som var son till jägmästaren Johan August Peterson och Helena Maria Renström, studerade vid Skara högre allmänna läroverk, inskrevs vid Kungliga Tekniska högskolan 1904 och avlade avgångsexamen där 1906. Han var anställd hos distriktschefen i nedre norra väg- och vattenbyggnadsdistriktet 1907, hos distriktsingenjören i samma distrikt 1907–1910, vid Malmö stads byggnadskontor 1910–1911, vid Vattenfallsstyrelsen 1911–1914, stadsingenjör i Skara stad 1915–1917, vid Väg- och vattenbyggnadsstyrelsen 1917 samt var verkställande direktör för Trafik AB Stockholm-Södra Lidingön från 1917 samt tillika för Nya AB Skärsätra från 1918. Han blev baningenjör vid Växjö–Åseda–Hultsfreds Järnväg 1924, trafikchef vid Karlskrona–Växjö Järnväg 1935 och byrådirektör vid Kungliga järnvägsstyrelsens bantekniska byrå 1946. Han blev löjtnant vid Väg- och vattenbyggnadskåren 1913, kapten där 1920 och major 1939.